# John Charnley
Sir John Charnley (* 29. August 1911 in Bury, Lancashire; † 5. August 1982 in Manchester) war ein britischer Chirurg und Orthopäde. Er gilt als Pionier der Hüft-Endoprothese.
Charnley war der Sohn eines Chemikers und einer Krankenschwester. Er  studierte ab 1929 an der Victoria University of Manchester mit dem Abschluss 1935 als Bachelor of Medicine, Bachelor of Surgery (MB, ChB) und Bachelor of Science (BS, Anatomie und Physiologie). 1926 wurde er Fellow des Royal College of Surgeons. Ab 1940 war er Arzt in der Britischen Armee, wo er unter anderem die Evakuierung in Dünkirchen mitmachte. 1946 war er wieder in Manchester und setzte seine Facharztausbildung am Robert Jones and Agnes Hunt Orthopaedic Hospital in Oswestry in Shropshire fort. 1947 war er an der Manchester Royal Infirmary. Gleichzeitig war er Chirurg (Visiting Orthopaedic Surgeon) am Park Hospital in Davyhulme und ab 1949 am Writhington Hospital bei Wigan, wo er ab 1962 ganz war, nachdem er ab 1958 beschlossen hatte, sich auf die Entwicklung einer künstlichen Hüfte zu konzentrieren.
Nach anfänglichen Misserfolgen mit Teflon für die Hüftpfanne entwickelte er eine Hüft-Endoprothese mit einem Hüftgelenkkopf und Schaft aus rostfreiem Stahl und einer Kunststoffpfanne aus Polyethylen, am Knochen fixiert mit PMMA Zement (den er auch 1960 in die Endoprothetik einführte). Er entwickelte auch die Operationstechniken dafür (Low frictional torque arthroplasty, LFA). In Deutschland wurde das von Hans-Wilhelm Buchholz weiterentwickelt und eingeführt, der in Kontakt mit Charnley stand.
Charnley ist auch bekannt für seine Entwicklung der externen Kompressions-Arthrodese mit Fixateur externe (1951). Er schrieb auch ein in Großbritannien verbreitetes und auch ins Deutsche übersetztes Lehrbuch zur konservativen Behandlung von Knochenbrüchen, das heißt ohne Operation etwa mit Gipsverbänden. Die Charnley-Schlinge oder Blount-Charnley-Schlinge zur Ruhigstellung des Ellenbogengelenks bei der suprakondylären Humerusfraktur bei Kindern ist nach ihm benannt.
1973 erhielt er den Gairdner Foundation International Award, 1974 den Albert Lasker Award for Clinical Medical Research, 1975 die Lister-Medaille. 1977 wurde er als Knight Bachelor geadelt. Er war Mitglied der Royal Society.
Er war seit 1957 mit Jill Heaver verheiratet und hatte einen Sohn und eine Tochter.

## Schriften
- The closed treatment of common fractures. 3. Auflage. Churchill Livingstone, Edinburgh/London 1974.
  - Deutsch: Die konservative Therapie der Extremitätenfrakturen – ihre wissenschaftlichen Grundlagen und ihre Technik. Springer Verlag, 1967.
- Compression arthrodesis. Edinburgh 1953.
- mit W. Waugh: The man and the hip. Springer, 1990.
- Low friction arthroplasty of the hip: theory and practice. Springer, 1979.
- Surgery of the hip joint. In: British Medical Journal. 1960, S. 821.
- Arthroplasty of the hip. A new operation. In: he Lancet. Band 2, 27. Mai 1961, S. 1129 ff.